# PKP ED59
A PKP ED59 egy kísérleti, lengyel prototípus villamos motorvonat. A PESA készített belőle egy db-ot. A motorvonat tengelyelrendezése Bo' 2' 2' Bo', állandó teljesítménye 2000 kW.